# Anca Pătrășcoiu
Anca Pătrășcoiu, née le 17 octobre 1967 à Baia Mare, est une nageuse roumaine.

## Carrière
En remportant le bronze sur le 200 m dos aux Jeux olympiques d'été de 1984, elle devient la première Roumaine médaillée olympique en natation.

## Palmarès

### Jeux olympiques
- Los Angeles 1984
  -  Médaille de bronze en 200 m dos.

### Championnats d'Europe
- Championnats d'Europe 1987
  -  Médaille d'argent en 4 × 200 m nage libre.